# Emilio Lehmberg Ruiz
Emilio Lehmberg Ruiz (Màlaga, 9 de novembre de 1905 - Las Rozas de Madrid, 24 d'agost de 1959) va ser un compositor i músic espanyol.
Fill d'un supervivent del naufragi del Gneisenau i d'una malaguenya, Lehmberg Ruiz va estudiar al Conservatori de Màlaga, continuant els seus estudis al Conservatori Nacional de Madrid, on fou deixeble de Leopoldo Querol i Conrado del Campo.
Va compondre peces per a piano, cant i piano, orquestra de cambra i orquestra simfònica amb un estil nacionalista musical andalús influït per Manuel de Falla. Durant la guerra civil espanyola va formar part de l'orquestra de la Guàrdia Republicana del Palau d'Oriente.
A més, va compondre sarsueles, bandes sonores per a cinema, el NO-DO, teatre i la Simfonia per a la festivitat de santa Cecilia, estrenada pòstumament. Els darrers anys de la seva vida va desenvolupar una malaltia mental i va morir atropellat per un tren de mercaderies. Té un carrer dedicat a Màlaga.

## Obres
- Impresiones del atardecer (Poema simfònic, 1931)
- Suite andaluza (1942)
- Neutralidad (banda sonora de pel·lícula, 1949)
- Lo verás y lo cantarás (1954) amb lletra de Tony Leblanc
- Cántame un pasodoble español (1955)